# Аликовский районный литературно-краеведческий музей
Аликовский районный литературно-краеведческий музей или Аликовский РЛКМ (25 августа 1995) — историко-литературный музей Аликовского района Чувашской республики.

## История
Постановлением главы Аликовского района от 26 июня 1993 года литературно-краеведческий музей в Аликово решено было расположить в старом деревянном здании Аликовской средней школы им. И. Я. Яковлева. Торжественное открытие музея произошло 25 августа 1995 года — в день празднования 300-летия села Аликово.
Много самоотверженного труда в открытие музея вложили заслуженные работники культуры Чувашской Республики Гурий Константинович Тереньтев, Валериан Степанов и другие патриоты родного края и энтузиасты музейно-краеведческого дела, общественность района принимала активное участие в становлении этого очага культуры.
Базовым музейным материалом послужили экспонаты Раскильдинского литературно-краеведческого музея. Энтузиаст и руководитель Г. К. Терентьев перевез их в районный музей. На сегодняшний день число экспонатов исчисляется 19 тысячами единиц.
7 февраля 2006 года МУ «переименовывается в Аликовский РЛКМ».

## Историческое здание
Здание музея само является памятником истории и культуры не только района, но и республики. Оно было построено старанием и под руководством народного просветителя И. Я. Яковлева для Аликовской двухклассной школы. Здание двухэтажное, деревянное, площадь его более 500 м², из которых 8 комнат (более 300 м²) занято под музей.

## Деятельность и структура музея
В музее представлены памятники материальной и духовной культуры верховых чувашей. В стенах его проводятся внеклассные школьные занятия, проводятся краеведческие чтения, встречи с ветеранами труда и войны, организуются вечера, посвященные юбилейным датам знатных людей района и Чувашии в целом.
Здесь особой популярностью пользуются выставки книг и экспонатов, посвященные жизни и деятельности И. Я. Яковлева, легендарного героя гражданской войны В. И. Чапаева, героям Великой Отечественной войны, а также выставки старинных национальных костюмов.
За небольшую, по музейным меркам, жизнь Аликовский очаг исторической культуры приобрёл большую популярность у населения района, Чувашии и гостей республики.
Аликовский литературно-краеведческий музей сегодня — состоявшийся исторический культурный центр в Чуваши, очаг нравственного воспитания населения.

### Залы музея
В залах музея широко развернуты экспонаты:
1. Картинная галерея — 26 картин;
2. Зал природы — 1254 эксп.;
3. Зал литературы и искусств — 2200 эксп.;
4. Музей И. Я. Яковлева;
5. Зал краеведения — 2830 эксп.;
6. Зал Боевой Славы — 3850 эксп.;
7. Зал Боевой и Трудовой Славы — 3850т эксп.;;
8. Зал истории района — 587 эксп.;
9. Уголок спорта — 147 эксп.;
10. Этнографический зал — 1045 эксп.;
11. Зал воинов-интернационалистов — 345 эксп.